# مایک کریون (بازیکن فوتبال)
مایک کریون (انگلیسی: Mike Craven؛ زادهٔ ۲۰ نوامبر ۱۹۵۷) بازیکن فوتبال اهل بریتانیا است.